# Marcel Lambrechts
Marcel Lambrechts (Antwerpen, 4 mei 1931 - 4 juni 2022) was een Belgische atleet, die gespecialiseerd was in het hordelopen. Hij nam tweemaal deel aan de Olympische Spelen en veroverde verschillende Belgische titels.

## Biografie
Marcel Lambrechts was in de jaren vijftig de beste Belg op de 400 m horden. In 1955 verbeterde hij met een tijd van 53,3 s het Belgisch record uit 1936 van Jules Bosmans. Hij verbeterde in verschillende stappen dit record tot 52,6 in 1960.
Lambrechts nam op dit nummer deel aan de Olympische Spelen van 1956 in Melbourne en die van 1960 in Rome. In 1960 nam hij ook deel aan de 400 m en de 4 x 400 m estafette. Hij werd telkens uitgeschakeld in de reeksen.
Marcel Lambrechts was actief bij de politie. In 1962 werd hij Europees politiekampioen op de 400 m horden.
In 2008 veroorzaakte Marcel Lambrechts nog een rel met Roger Moens. Marcel Lambrechts beweerde in het Canvas-programma Belga Sport, dat Moens in de aanloop van de Spelen van 1956 een blessure veinsde uit schrik om te verliezen.

### Clubs
Marcel Lambrechts was aangesloten bij Antwerp Atletiek Club.

## Belgische kampioenschappen
| Onderdeel    | Jaar                               |
| ------------ | ---------------------------------- |
| 200 m horden | 1957, 1958                         |
| 400 m horden | 1956, 1957, 1958, 1960, 1961, 1962 |

## Persoonlijke records
| Onderdeel    | Prestatie | Datum        | Plaats |
| ------------ | --------- | ------------ | ------ |
| 400 m horden | 52,6 s    | 18 juli 1960 | Cointe |
| 400 m        | 48,9 s    | 1960         |        |

## Palmares

### 200 m horden
- 1957:  BK AC - 24,5 s
- 1958:  BK AC - 25,1 s
- 1961:  BK AC - 24,4 s
- 1962:  BK AC - 24,2 s

### 400 m horden
- 1955:  Interl. Ned.-België te Den Haag - 55,0 s
- 1955:  BK AC - 55,6 s
- 1956:  BK AC - 53,7 s
- 1956: 5e reeks OS in Melbourne – 54,0 s
- 1957:  Interl. België-Ned. te Antwerpen - 54,8 s
- 1957:  BK AC - 55,0 s
- 1958:  BK AC - 54,3 s
- 1960:  BK AC - 53,6 s
- 1960: 5e reeks OS in Rome – 53,5 s
- 1961:  BK AC - 52,9 s
- 1962:  BK AC – 53,5 s

### 400 m
- 1960: 5e reeks OS in Rome – 49,5 s

### 4 x 400 m
- 1960: 4e reeks OS in Rome – 3.15,1